# Георги Петков (политик)
Георги Петков е български политик от Българската комунистическа партия.
Той заема поста кмет на София от 8 март 1962 до 20 септември 1967 година. През този период продължава започналото от 50-те години масово изграждане на жилищни комплекси и разширение на топлофикационната мрежа, като е пусната в действие една от основните отоплителни централи – ТЕЦ „Трайчо Костов“. След това от 15 ноември 1967 година е посланик в Югославия.